# Luoyang (köpinghuvudort i Kina, Jiangsu Sheng, lat 31,65, long 120,08)
Luoyang (kinesiska: 洛阳, 洛阳镇) är en köpinghuvudort i Kina. Den ligger i provinsen Jiangsu, i den östra delen av landet, omkring 130 kilometer öster om provinshuvudstaden Nanjing. Antalet invånare är 80 279. Befolkningen består av 38 643 kvinnor och 41 636 män. Barn under 15 år utgör 12,0 %, vuxna 15-64 år 78 %, och äldre över 65 år 8,0 %.
Runt Luoyang är det tätbefolkat, med 286 invånare per kvadratkilometer. Närmaste större samhälle är Changzhou, 18,2 km nordväst om Luoyang. Trakten runt Luoyang består till största delen av jordbruksmark.
Genomsnittlig årsnederbörd är 1 390 millimeter. Den regnigaste månaden är juli, med i genomsnitt 250 mm nederbörd, och den torraste är januari, med 38 mm nederbörd.